# Pauselijke Universiteit Gregoriana
De Pauselijke Universiteit Gregoriana (Italiaans: Pontificia Università Gregoriana), ook wel kortweg Gregorianum genoemd, is een theologisch seminarie in Rome.

## Geschiedenis
De Universiteit werd in 1551 gesticht door Ignatius van Loyola, die eerder de orde van de jezuïeten had opgericht. Zij draagt de naam van paus Gregorius XIII, wiens paleis nu onderdeel uitmaakt van de universiteit.
De universiteit is een van de grootste theologiefaculteiten ter wereld. Zo'n zestienhonderd priester-studenten uit de hele wereld volgen er hun opleiding. Nog steeds zijn de meeste hoogleraren Jezuïet. De universiteit heeft een groot aantal pausen voortgebracht onder wie paus Innocentius XIII, paus Pius XII, paus Paulus VI en paus Johannes Paulus I.
De bibliotheek van de Gregoriana, zoals men deze universiteit vaak betitelt, is de grootste van de verschillende pontificale universiteiten in Rome. De kerk van Sant'Ignazio is een van de gebouwen die bij de Gregoriana hoort.